# Шишљавић
Шишљавић је насељено место у саставу града Карловца у Карловачкој жупанији, Република Хрватска.

## Историја
До територијалне реорганизације у Хрватској налазио се у саставу бивше велике општине Карловац.

## Становништво
На попису становништва 2011. године, Шишљавић је имао 457 становника.

## Попис 1991.
На попису становништва 1991. године, насељено место Шишљавић је имало 897 становника, следећег националног састава:
| Попис 1991.‍ | Попис 1991.‍ | Попис 1991.‍ | Попис 1991.‍ | Попис 1991.‍ |
| ----------- | ----------- | ----------- | ----------- | ----------- |
|             |             |             |             |             |
| Хрвати      | Хрвати      |             | 884         | 98,55%      |
| Срби        | Срби        |             | 6           | 0,66%       |
| Словенци    | Словенци    |             | 1           | 0,11%       |
| непознато   | непознато   |             | 6           | 0,66%       |
| укупно: 897 |             |             |             |             |